# 西安护城河

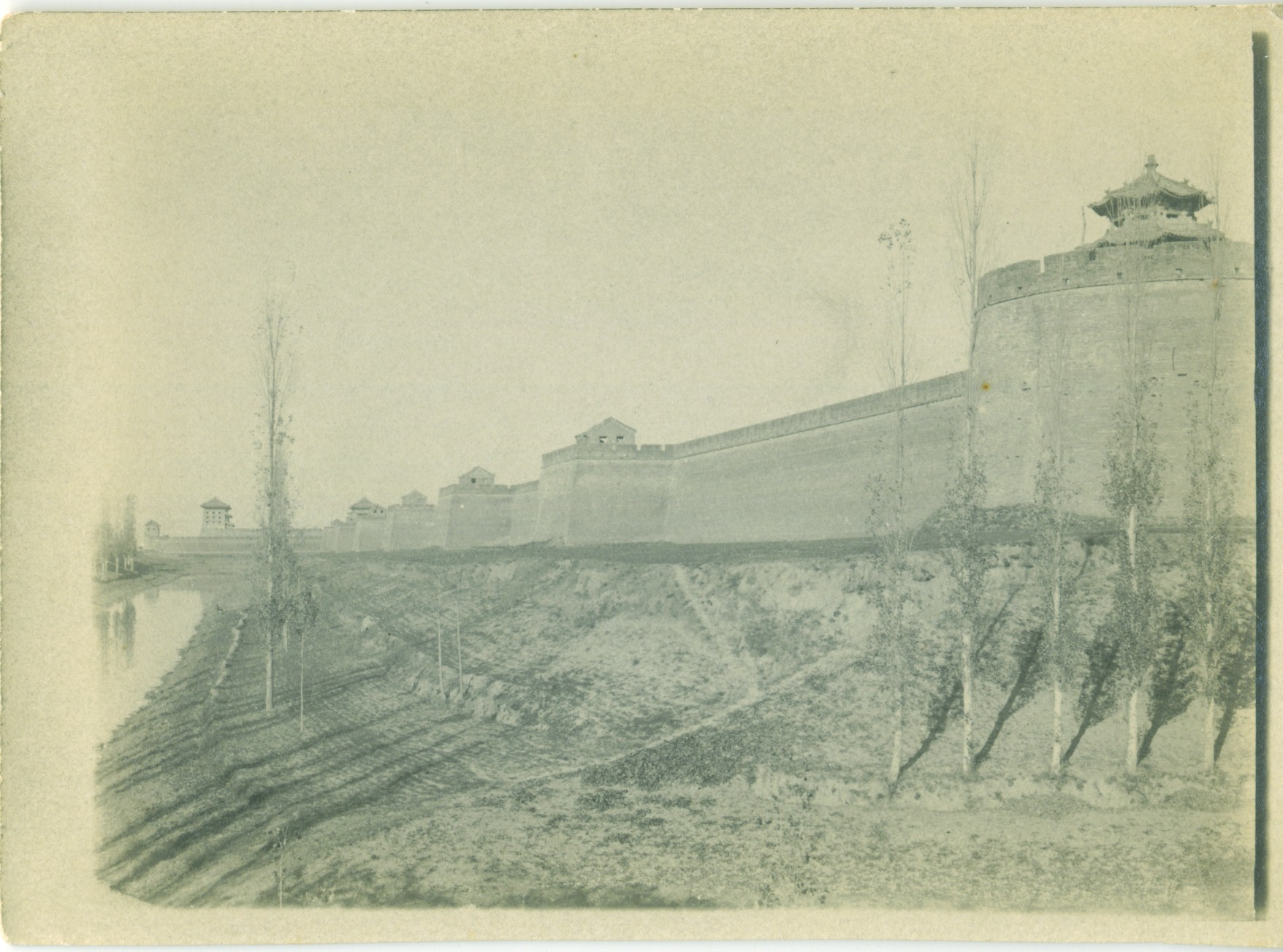
1908年传教士John Shields所拍摄的西安城墙与护城河

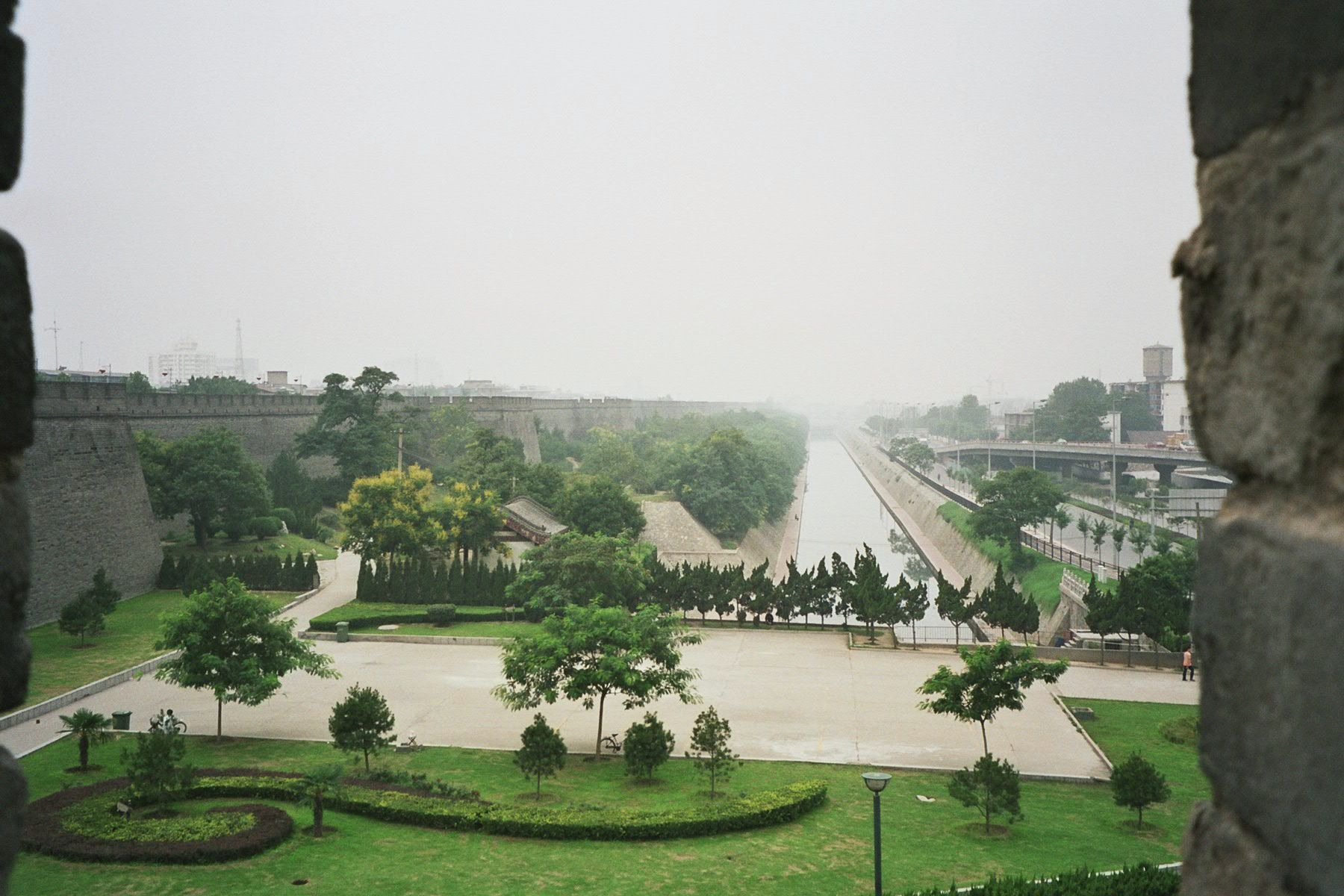
西安护城河

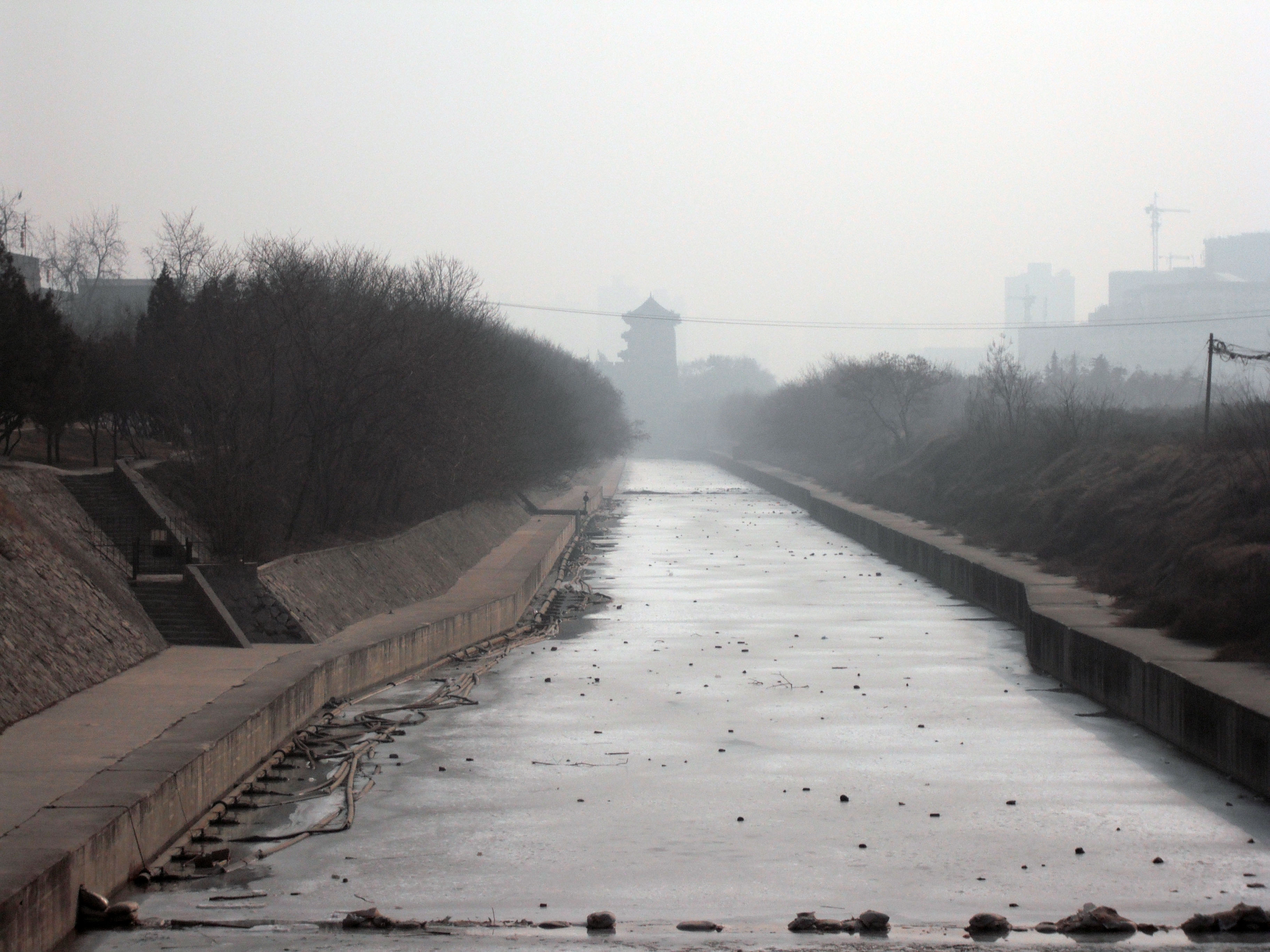
结冰的护城河与安定门

西安护城河是环绕西安城墙的一条护城河，始建于明代洪武年间，距今超过六百年历史。护城河是西安最著名的地标之一。护城河现在是西安市民散步、纳凉常去之地，也起着西安市内防汛的任务。

## 历史
西安护城河最早建于唐末天佑元年（公元904年），至明洪武七年（1374年），宋国公冯胜拓掘了护城河。清代在明城墙的基础上分别于同治二年（1863年）、光绪二十一年（1895年）对西安城墙与护城河进行修缮、加固。民国时期，护城河一直处于无人管理的状态。
中华人民共和国建立以后，护城河被纳入城市排水系统，成为市区唯一的雨水泄洪河道和调节库。1961年，西安城墙被纳入全国重点文物保护单位，护城河也被纳入保护体系中。20世纪60年代以后，因为缺乏维护，众多单位在雨水管道排放污水，导致护城河污染严重，河道拥挤，泄流不畅，外溢倒流。

## 污染与治理
西安护城河在20世纪80年代曾经充满淤泥、脏水堆积，并且散发异味。在2012年，每天约1.7万吨污水流入护城河。
西安护城河历经多次治理。1998年，驻陕某部队工兵团进驻西安环城公园清淤，历时近一年清淤二十万立方米左右。2004年12月6日起，采取高压管道输送方式，历时一年花费一千万元，铺设输送管道二十多公里，清理淤泥十三万立方米。2009年，花费四百多万元对文昌门、西门、东门、东北角进行清淤。2010年，城墙管委会使用细菌进行清污，投放微生物菌种，针对不同的有机物和腐殖质进行消除，淤泥被就地分解成为水和二氧化碳。

## 结构
西安护城河全长14700米，东南角高，西北角低，有11.6米的落差。护城河的正常蓄水量为100万立方，最大蓄水量则为140万立方。同时，护城河有7座水坝、11个闸门、5处市政箱涵、33处雨水管道、17处污水管道。

## 发展与规划
到2014年4月15日，护城河建国门至朱雀门段，注满再生水和来自秦岭大峪的河水，形成3至6米深的水面。同年5月对游人开放，可以于水面泛舟。水上游览示范区全长2.6公里，设置4个码头，东起建国门，西至朱雀门，包含和平门、文昌门、永宁门。
水位提升后，城墙管委会还将通过灯光、音乐喷泉等现代技术装点河面。